# Fetish
Fetish es una canción de la cantante estadounidense Selena Gomez, con la colaboración del rapero Gucci Mane. Fue lanzado como el segundo sencillo de su tercer álbum de estudio como solista, que fue lanzado el 13 de julio de 2017, a través de Interscope Records. La canción fue escrita por Chloe Angelides, Brett McLaughlin, Gino Barletta, Selena Gomez, Radric Davis, con la producción siendo manejada por Jonas Jeberg y The Futuristics.
Los críticos de música contemporánea elogiaron la canción, destacando su naturaleza experimental, así como la voz de Gómez y el posterior crecimiento artístico. El video musical de la canción fue dirigido por Petra Collins y lanzado el 26 de julio de 2017.
Comercialmente, la canción alcanzó el top 10 en Canadá, la República Checa, Finlandia, Hungría, Lituania, Malasia y Eslovaquia; los 20 mejores en el Líbano, Nueva Zelanda, Filipinas, Portugal y España; así como los 40 principales en Australia, Austria, Dinamarca, Francia, Alemania, Irlanda, Letonia, Noruega, Suecia, Suiza, el Reino Unido y los Estados Unidos. La canción fue certificado platino por la RIAA para el desplazamiento de un millón de unidades en los EE. UU.

## Antecedentes y lanzamiento
Gomez primero provocó "Fetish" a través de un corto clip que debutó al final del video musical de su sencillo anterior, "Bad Liar". Antes de ser lanzado el sencillo, se especuló que el rapero Gucci Mane aparecería como el artista destacado en un futuro lanzamiento, con Mane confirmando la colaboración durante una entrevista con la estación de radio 99 Jamz. Gómez siguió con varias imágenes crípticas vinculadas a la próxima canción en su cuenta de Instagram. La imagen de la portada fue rodada por la fotógrafa de moda Petra Collins, que también interpretó sus obras de arte para "Bad Liar". Las ilustraciones muestran a Gomez al lado de un coche roto que lleva las bolsas de papel del ultramarinos. Fue lanzado a las tiendas de música digital el 13 de julio, mientras que un "video de lista de reproducción" apareció en Spotify y en su canal de Vevo. El video se centra en sus labios mientras canta la canción. El video ganó más de 5 millones de visitas en sus primeras 24 horas. 

## Composición
"Fetish" contiene un ritmo que combina R&B y música electrónica, así lo señaló el colaborador de Forbes, Hugh McIntyre. Lars Brandle de Billboard percibió la presencia de efectos auto-tune en su producción. Líricamente, la canción explora los temas de la sexualidad y el deseo sexual, en el coro Gómez discute el efecto de la atracción que tiene sobre un amante, mientras que el verso de Mane menciona la química entre estos rufianes, con la voz entrecortada de Gomez hace emparejamiento alrededor de los latidos. Su sonido también ha sido descrito como "alt-pop", y como una balada trap.

## Recepción crítica
Mike Wass de Idolator describió a "Fetish" como la oferta "más escandalosa" y "más aventurera" de Gómez, declarando que su transformación en "la princesa más experimental del Pop es casi completa". Wass concluyó diciendo que Gómez "ha entrado en sí misma como artista, con confianza en los subgéneros normalmente reservados para la multitud". El escritor de XXL Peter A. Berry sintió que el instrumental "atmosférico, despojado" es "perfecto para el dormitorio", mientras que el verso de Mane "agrega una capa extra de dopidez". De la revista Times Raisa Bruner lo llamó una "canción lenta y seductora del pop [que] permite a Gómez jugar con las texturas y los ritmos distintivos de su voz, convirtiéndose en una pista sinuosa y seductora que dispensa inteligentemente la producción dominante, centrándose en la estrella atracción."

## Video musical

### Antecedentes y sinopsis
El video musical fue dirigido por Petra Collins y fue lanzado el 26 de julio de 2017. El video se abre con tres fotos de lo que parece ser Gomez empapado con su cabello goteando seductoramente sobre su cara en imágenes de espejo y luego muestra a Gomez en un Vestido de color amarillo pálido, que llevaba bolsas de compras similares a las de la portada de la canción, en una calle suburbana aparentemente normal, en un papel que parece ser un ama de casa asediada, según lo señalado por Stereogum. A medida que avanza el video, Gómez participa en una serie de extrañas actividades. Dentro de una casa suburbana, la cantante se ve empapada en una mesa de comedor con agua rociando como si está lloviendo, con velas en el escenario. Luego come jabón, encuentra un vaso de vino roto y procede a degustar uno de los fragmentos rotos, pone un lápiz de labios sobre los dientes, une una cuerda alrededor de su lengua en un arco, inserta su lengua a través de un rizador de pestañas y luego se retuerce Mientras que Gucci Mane rapea su verso en un sótano subterráneo iluminado humeante. El clip termina con un disparo de Gomez sonriendo dentro de un congelador industrial.

### Recepción
Al revisar el clip, Tatiana Cirisano de Billboard sintió que "desprende los principales suicidios de la Virgen - se escucha - vibraciones Wild at Heart ". Entertainment Weekly ' s Nick Romano observó cómo la imagen del personaje de Gómez está 'yuxtapone con sus obsesiones siniestros.
Estilista del video Stella Greenspan llamó referencias de Nobuyoshi Araki's libros de fotografía y Isabelle Adjani's de rendimiento en la película de 1981 Posesión para lograr una película de terror inspirada en la estética, dentro de una historia de una 'buena chica que salió mal'. Greenspan dijo a Vogue:
A medida que el personaje de Selena progresa, también lo hacen las ropas: el vestido liso y amarillo claro es tan bonito, y luego la vemos en el más loco vestido de Simone Rocha donde está mojada y puedes ver su ropa interior debajo ... Queríamos que fuera Autónoma, sexy, y en control de su sexualidad, y la moda jugó un papel enorme en eso ... Por ejemplo, el vestido de Simone Rocha funcionó tan bien por la forma en que Simone diseña su ropa y ve la feminidad - sus vestidos son obviamente tan Hermosos, pero también tienen una fealdad en ellos. Están acodadas, desgarradas, coloridas y llenas.

## Formatos y lista de canciones
- Descarga digital

| Mundial |                           |          |  |
| N.º     | Título                    | Duración |  |
| 1.      | «Fetish» (con Gucci Mane) | 3:06     |  |

| Galantis Remix |                                            |          |  |
| N.º            | Título                                     | Duración |  |
| 1.             | «Fetish» (Galantis Remix) (con Gucci Mane) | 3:27     |  |

## Listas

### Semanales
| Alemania        | Media Control Charts      | 36 |
| Australia       | ARIA Top 50 Singles       | 23 |
| Austria         | Ö3 Austria Top 75         | 31 |
| Bélgica         | Ultratop (Flandes)        | 2  |
| Bélgica         | Ultratop (Wallonia)       | 5  |
| Canadá          | Canadian Hot 100          | 10 |
| Dinamarca       | Tracklisten               | 22 |
| Escocia         | Official Charts Company   | 36 |
| Eslovaquia      | Rádio Top 100             | 78 |
| Eslovaquia      | Singles Digitál Top 100   | 5  |
| España          | PROMUSICAE                | 25 |
| Estados Unidos  | Billboard Hot 100         | 27 |
| Estados Unidos  | Mainstream Top 40         | 23 |
| Estados Unidos  | Rhythmic                  | 39 |
| Filipinas       | Philippine Hot 100        | 19 |
| Francia         | SNEP                      | 32 |
| Hungría         | Hungary Single Top 40     | 19 |
| Hungría         | Hungary Stream Top 40     | 7  |
| Irlanda         | Irish Singles Charts      | 29 |
| Italia          | FIMI                      | 53 |
| Letonia         | Latvijas Top 40           | 22 |
| Líbano          | Libaneses Top 20          | 17 |
| Lituania        | M-1 Top 40                | 1  |
| Malasia         | RIM                       | 5  |
| Noruega         | VG-lista                  | 29 |
| Nueva Zelanda   | Recorded Music NZ         | 16 |
| Países Bajos    | Singles Top 100           | 49 |
| Portugal        | Portugesse Singles Charts | 12 |
| Reino Unido     | UK Singles Chart          | 33 |
| República Checa | Rádio Top 100             | 60 |
| República Checa | Singles Digital Top 100   | 10 |
| Suecia          | Sweden Singles Chart      | 24 |
| Suiza           | Swiss Hitparade           | 28 |

### Créditos y personal
- Selena Gomez - vocalista, compositora
- Gucci Mane - voces destacadas, compositor
- Chloe Angelides - compositora
- Brett McLaughlin - compositor
- Gino Barletta - compositor
- Jonas Jeberg - compositor, productor
- Joe Khajadourian - compositor, productor
- Alex Schwartz - compositor, productor

## Certificaciones
| País                                                        | Organismo certificador | Certificación | Ventas certificadas | Ref.   |
| ----------------------------------------------------------- | ---------------------- | ------------- | ------------------- | ------ |
| Australia                                                   | ARIA                   | Oro           | 35 000              | [ 14 ] |
| Canadá                                                      | Music Canada           | Platino       | 80 000              | [ 15 ] |
| Estados Unidos                                              | RIAA                   | Platino       | 1 000               | [ 16 ] |
| Francia                                                     | SNEP                   | Oro           | 75 000              | [ 17 ] |
| Italia                                                      | FIMI                   | Oro           | 25 000              | [ 18 ] |
| (*) significa que la certificación puede incluir streaming' |                        |               |                     |        |

## Historial de lanzamiento
| País           | Fecha               | Formato                      | Discográfica | Ref.   |
| -------------- | ------------------- | ---------------------------- | ------------ | ------ |
| Varios         | 13 de julio de 2017 | Descarga digital             | Interscope   |        |
| Estados Unidos | 25 de julio de 2017 | Radio de éxito contemporáneo | Interscope   | [ 19 ] |
| Estados Unidos | 8 de agosto de 2017 | Radio contemporánea rítmica  | Interscope   | [ 20 ] |